# Sukhoi/HAL FGFA
Sukhoi/HAL Fifth Generation Fighter Aircraft (FGFA – Máy bay tiêm kích thế hệ thứ 5) là một loại máy bay tiêm kích phản lực thế hệ thứ 5, được Ấn Độ và Nga hợp tác phát triển. Đây là một đề án bắt nguồn từ PAK FA (T-50 là mẫu thử) đang được phát triển. Tuy nhiên đầu năm 2018 Ấn Độ đã quyết định hủy bỏ chương trình này.

## Tính năng kỹ chiến thuật (PAK FA và FGFA – theo đề án)
Hầu hết các thống số là dựa trên mẫu thử Sukhoi T-50 và chưa phải của HAL FGFA.
Dữ liệu lấy từ HAL
Đặc điểm tổng quát
- Tổ lái: 1
- Chiều dài: 22,6 m ()
- Sải cánh: 14,2 m (46 ft 7 in)
- Chiều cao: 5,9 m ()
- Diện tích cánh: 78,8 m² (848 ft²)
- Trọng lượng rỗng: 18.500 kg (40.786 lb)
- Trọng lượng có tải: 26.000 kg (57.320 lb)
- Trọng tải có ích: 7.500 kg (16.535 lb)
- Trọng lượng cất cánh tối đa: 34.000 kg ()
- Động cơ: 2 × Saturn-Lyulka AL-41F kiểu động cơ tuabin quạt trong
  - Lực đẩy thô: 96,1 kN (9.800 kgf, 21.605 lbf) mỗi chiếc
  - Lực đẩy khi đốt tăng lực: 152 kN (15.500 kgf, 34.172 lbf) mỗi chiếc

 Hiệu suất bay 
- Vận tốc cực đại: 2.100 – 2.500 km/h (Mach 2+) [2] (1.305 mph+)
- Giới hạn G: (10-11 g)
- Vận tốc hành trình: 1.850 – 2.100 km/h (1.150 – 1.300 mph)
- Bán kính chiến đấu: 1.500 km [3] ()
- Tầm bay chuyển sân: 5.500 km (3.400 mi)
- Trần bay: 20.000 m (65.617 ft)
- Vận tốc leo cao: 350 m/s (68.898 ft/phút)
- Tải trên cánh: 330 (thường) - 470 (cực đại) kg/m² (67 (thường) - 96 (cực đại) lb/ft2)
- Lực đẩy/trọng lượng: 1,19 [2]
- Quãng đường cất cánh: 350 m (1.148 ft)
- Thời gian bay: 3,3 h (198 phút)

Trang bị vũ khí

- Súng: 2× pháo 30 mm
- Giá treo: 16 giá treo vũ khí, 8 trong thân, 8 dưới cánh.

Hệ thống điện tử

- Radar: N050 BRLS AESA/PESA (IRBIS-E nâng cấp) trên Su-35
  - Băng tần: X (8 - 12 GHz)
  - Đường kính: 0,7 m (2 ft 4 in)
  - Bám mục tiêu: 32 mục tiêu, tấn công 8
  - Tầm hoạt động: > 400 km (248 mi)
    - EPR: 3 m² (32,3 ft²) ở khoảng cách 400 km (248 mi)
    - RCS: 3 m ² ở khoảng cách 400 km, 1 m ² ở khoảng cách 300 km, 0.5 m ² ở khoảng cách 240 km, 0,1m ² ở khoảng cách 165 km, 0,01M ² ở khoảng cách 90 km.
    - Góc phương vị: 240 ° (± 120 °)

  - Công suất: 5.000 W
  - Trọng lượng: 65 tới 80 kg (143 to 176 lb)